# الرومانية الكاثوليكية في البحرين
الكنيسة الكاثوليكية في البحرين هي جزء من الكنيسة الرومانية الكاثوليكية في جميع أنحاء العالم تحت القيادة الروحية للبابا في روما.

## القرن 20
بنيت كنيسة القلب المقدس - و هي أول كنيسة كاثوليكية في الخليج العربي في العصر الحديث - في عام 1939 على أرض هبة قدمها أمير البحرين حمد بن عيسى بن علي آل خليفة. و تخدم الكنيسة حوالي 14,000 كاثوليكي.
و قد أقامت البحرين علاقات دبلوماسية مع الفاتيكان في عام 1999.

## القرن 21
في أغسطس 2012 انتقل مقر النيابة الرسولية لشمال شبه الجزيرة العربية من الكويت إلى البحرين. و ستبنى أكبر كنيسة كاثوليكية في الخليج العربي في عوالي، جنوب المنامة باسم كاتدرائية سيدة شبه الجزيرة العربية. قدم الملك حمد بن عيسى آل خليفة أرض الكنيسة بطلب من البابا بندكت السادس عشر في ديسمبر 2008 و مساحتها 9000 متر مربع لتستوعب 2600 شخص وبكلفة تصل إلى 30 مليون دولار. و تقرر أن تكون الكنيسة مقرًا للنيابة الرسولية لشبه الجزيرة العربية و أيضًا وستفتح أبوابها للطوائف المسيحية الأخرى. الكاتدرائية، بالإضافة لكنيسة القلب المقدس هما الكنيستان الكاثوليكيتان الوحيدتان في البحرين. و قد وقعت احتجاجات من مختلف الجماعات الإسلامية على تقديم الأرض للكنيسة. و رغم أن المسيحيين البحرينيين قليلين، فإن معظم الكاثوليك في البحرين مغتربين من الهند والفلبين وسريلانكا ولبنان و الدول الغربية. و كثير من الرعايا يعبرون الحدود من السعودية حيث لا توجد كنائس وممارسة الشعائر المسيحية ممنوع علنًا.